# サン・ジュリアーノ・ディ・プーリア
サン・ジュリアーノ・ディ・プーリア（イタリア語: San Giuliano di Puglia）は、イタリア共和国モリーゼ州カンポバッソ県にある、人口約1,000人の基礎自治体（コムーネ）。

## 地理

### 位置・広がり

#### 隣接コムーネ
隣接するコムーネは以下の通り。括弧内のFGはフォッジャ県（プッリャ州）所属を示す。
- ボネフロ
- カザルヌオーヴォ・モンテロターロ (FG)
- カステルヌオーヴォ・デッラ・ダウニア (FG)
- コッレトルト
- サンテリーア・ア・ピアニージ
- サンタ・クローチェ・ディ・マリアーノ

## 震災
1490年に震災の被害に遭い、大きな被害を受けた。
1806年に封建制度の廃止に伴い、プーリア州に属することになる。
2002年10月31日に起きたモリーゼ地震により、大きな被害を受けた。
Giovanni XXIII通りに存在した学校であるFrancesco Jovineでは、震災当時8人の教師、2人の用務員、58人の生徒がいた。小学校に通っていた26人の生徒と1人の教師の命が失われた。
この震災から10年を迎えたとき、「記憶の日(Giornata della Memoria)」として毎年10月31日を追悼と喪に服する日とし、C'era una volta per sempre - una favola che non dovrebbe mai essere raccontata(こんな時代があった - 語られてはならない物語)という本が出版された。
また、このコムーネには震災の犠牲者を追悼するための「記憶の公園(Parco della Memoria)」がある。